# コーリー・オズワルト
コーリー・エドワード・オズワルト（Corey Edward Oswalt, 1993年9月3日 - ）は、アメリカ合衆国カリフォルニア州サンディエゴ出身のプロ野球選手（投手）。右投右打。MLBのサンフランシスコ・ジャイアンツ傘下所属。愛称はオズ（Oz）。

## 経歴

### プロ入りとメッツ時代
2012年のMLBドラフト7巡目（全体230位）でニューヨーク・メッツから指名され、6月17日に契約。契約後、傘下のアパラチアンリーグのルーキー級キングスポート・メッツでプロデビュー。9試合（先発6試合）に登板して4勝3敗、防御率8.15、20奪三振を記録した。
2013年はルーキー級キングスポートで3試合の登板にとどまった。
2014年はA-級ブルックリン・サイクロンズでプレーし、12試合（先発11試合）に登板して6勝2敗、防御率2.26、59奪三振を記録した。
2015年はA級サバンナ・サンドナッツでプレーし、23試合に先発登板して11勝5敗、防御率3.36、99奪三振を記録した。
2016年はルーキー級ガルフ・コーストリーグ・メッツとA+級セントルーシー・メッツでプレー。A+級セントルーシーでは14試合（先発13試合）に登板して4勝2敗、防御率4.12、68奪三振を記録した。オフにはアリゾナ・フォールリーグに参加し、スコッツデール・スコーピオンズに所属した。
2017年はAA級ビンガムトン・ランブルポニーズでプレーし、24試合に先発登板して12勝5敗、防御率2.28、119奪三振を記録した。オフの11月20日にルール・ファイブ・ドラフトでの流出を防ぐために40人枠入りした。
2018年は開幕をAAA級ラスベガス・フィフティワンズで迎えたが、4月10日にメジャーへ初昇格した。しかし、ザック・ウィーラーを昇格させるため、登板機会のないまま4月11日にAAA級ラスベガスへ降格した。4月21日にメジャーへ再昇格し、4月25日のセントルイス・カージナルス戦でメジャーデビュー。4.2回を投げ2安打（1本塁打）2失点4奪三振だった。4月27日にAAA級ラスベガスへ降格。5月8日にメジャーへ再昇格するも、登板機会のないまま5月15日にAAA級ラスベガスへ降格した。6月29日に再昇格したが、同日のマイアミ・マーリンズ戦では2.2回を6安打（2本塁打）6失点2四球と抑えられず、メジャー初黒星を喫した。7月20日にAAA級ラスベガスへ降格。7月23日に再びメジャーへ昇格し、7月25日のサンディエゴ・パドレス戦ではメジャー初勝利を挙げたが、27日にAAA級ラスベガスへ降格した。8月3日に再昇格した。この年メジャーでは17試合（先発12試合）に登板して3勝3敗、防御率5.85、45奪三振を記録した。
2019年は2試合の登板にとどまった。
2020年は4試合の登板にとどまった。
2021年2月10日にアルバート・アルモーラ・ジュニアの加入に伴ってDFAとなり、16日にマイナー契約でAAA級シラキュース・メッツへ配属された。シーズン開幕後、6月23日にメジャー契約を結んでアクティブ・ロースター入りした。10月29日にAAA級シラキュースに配属され、同日中にFAとなった。

### ジャイアンツ傘下時代
2022年1月14日にサンフランシスコ・ジャイアンツとマイナー契約を結んだ。

## 詳細情報

### 年度別投手成績
| 年 度    | 球 団    | 登 板 | 先 発 | 完 投 | 完 封 | 無 四 球 | 勝 利 | 敗 戦 | セ 丨 ブ | ホ 丨 ル ド | 勝 率 | 打 者 | 投 球 回 | 被 安 打 | 被 本 塁 打 | 与 四 球 | 敬 遠 | 与 死 球 | 奪 三 振 | 暴 投 | ボ 丨 ク | 失 点 | 自 責 点 | 防 御 率 | W H I P |
| -------- | -------- | ----- | ----- | ----- | ----- | -------- | ----- | ----- | -------- | ----------- | ----- | ----- | -------- | -------- | ----------- | -------- | ----- | -------- | -------- | ----- | -------- | ----- | -------- | -------- | ------- |
| 2018     | NYM      | 17    | 12    | 0     | 0     | 0        | 3     | 3     | 0        | 1           | .500  | 282   | 64.2     | 69       | 14          | 20       | 1     | 4        | 45       | 4     | 0        | 43    | 42       | 5.85     | 1.38    |
| 2019     | NYM      | 2     | 0     | 0     | 0     | 0        | 0     | 1     | 0        | 0           | .000  | 34    | 6.2      | 9        | 1           | 6        | 1     | 0        | 5        | 0     | 0        | 9     | 9        | 12.15    | 2.25    |
| 2020     | NYM      | 4     | 1     | 0     | 0     | 0        | 0     | 0     | 0        | 0           | ----  | 55    | 13.0     | 14       | 3           | 2        | 0     | 1        | 11       | 0     | 0        | 7     | 7        | 4.85     | 1.23    |
| 2021     | NYM      | 3     | 1     | 0     | 0     | 0        | 1     | 1     | 0        | 0           | .500  | 42    | 10.1     | 12       | 1           | 2        | 0     | 0        | 10       | 1     | 0        | 4     | 4        | 3.48     | 1.35    |
| MLB：4年 | MLB：4年 | 26    | 14    | 0     | 0     | 0        | 4     | 5     | 0        | 1           | .444  | 413   | 94.2     | 104      | 19          | 30       | 2     | 5        | 71       | 5     | 0        | 63    | 62       | 5.89     | 1.42    |

- 2021年度シーズン終了時

### 年度別守備成績
| 年 度 | 球 団 | 投手（P） | 投手（P） | 投手（P） | 投手（P） | 投手（P） | 投手（P） |
| 年 度 | 球 団 | 試 合     | 刺 殺     | 補 殺     | 失 策     | 併 殺     | 守 備 率  |
| ----- | ----- | --------- | --------- | --------- | --------- | --------- | --------- |
| 2018  | NYM   | 17        | 8         | 8         | 0         | 3         | 1.000     |
| 2019  | NYM   | 2         | 0         | 0         | 0         | 0         | .---      |
| 2020  | NYM   | 4         | 2         | 1         | 0         | 0         | 1.000     |
| MLB   | MLB   | 23        | 10        | 9         | 0         | 3         | 1.000     |

- 2020年度シーズン終了時

### 背番号
- 55（2018年 - 2021年）